# 3FM Serious Request 2013
3FM Serious Request 2013 was de tiende editie van Serious Request, de jaarlijks terugkerende actie van de Nederlandse radiozender 3FM waarbij geld wordt ingezameld voor projecten van het Rode Kruis. Bij deze editie stond kindersterfte door diarree centraal, en vond plaats van woensdag 18 tot en met dinsdag 24 december 2013 op het Wilhelminaplein in de stad Leeuwarden.

## Doel
Op 11 juni 2013 maakte Eric Corton bekend in GIEL dat het doel van dit jaar was om geld in te zamelen voor kinderen die sterven aan diarree. Dit als gevolg van een gebrek aan schoon drinkwater, zeep en toiletten. Onder het motto Let's clean this shit up wilden 3FM en het Rode Kruis meewerken aan het terugdringen van deze sterfte.

## Voorgeschiedenis
- In april 2012 werd door Paul Rabbering bekendgemaakt dat het Glazen Huis in december 2013 op het Wilhelminaplein in Leeuwarden zou staan.[2]
- Racoon schreef in 2013 het themanummer, Shoes of Lightning.[3] Dit lied kwam uit op 25 november 2013 en werd voor het eerst gedraaid bij het radioprogramma van Giel Beelen.
- Op 12 november werd in de Coen en Sander Show bekendgemaakt dat Giel Beelen, Paul Rabbering en Coen Swijnenberg de dj's waren die actie gingen voeren in het Glazen Huis.[4]
- De bouw van het Glazen Huis begon op maandag 2 december. Op dezelfde dag ging de televisiespot in première op de site van 3FM.[5]
- Op 18 december werd de deur van het Glazen Huis op slot gedaan door Epke Zonderland.

### Alle kandidaatsteden
| Kandidaatstad  | Provincie |
| -------------- | --------- |
| Kerkrade       | Limburg   |
| Leeuwarden     | Friesland |
| Sittard-Geleen | Limburg   |

## Tijdschema
| Dag       | Dag       | 02.00–06.00 Graveyardshift | 06.00–10.00 | 10.00–14.00 | 14.00–18.00                                                        | 18.00–22.00                                                       | 22.00–02.00                                                       | Slaapgast                          |                          | Stand (rond 20.30) |
| --------- | --------- | -------------------------- | ----------- | ----------- | ------------------------------------------------------------------ | ----------------------------------------------------------------- | ----------------------------------------------------------------- | ---------------------------------- | ------------------------ | ------------------ |
| 1         | wo 18 dec | —                          | —           | —           | 16.00–19.00 Sander en Domien met de Coen en Sander Show warming-up | 19.00–20.30 Warming up met Michiel 20.30–02.00 Coen, Giel en Paul | 19.00–20.30 Warming up met Michiel 20.30–02.00 Coen, Giel en Paul | Anna Drijver                       | —                        |                    |
| 2         | do 19 dec | Paul                       | Giel        | Paul        | Coen                                                               | Paul                                                              | Giel                                                              | Jan Smit                           | € 1.039.011              |                    |
| 3         | vr 20 dec | Coen                       | Giel        | Paul        | Coen                                                               | Giel                                                              | Coen                                                              | Dennis Weening                     | € 2.343.631              |                    |
| 4         | za 21 dec | Paul                       | Giel        | Paul        | Coen                                                               | Paul                                                              | Giel                                                              | Geraldine Kemper                   | € 3.054.689              |                    |
| 5         | zo 22 dec | Coen                       | Giel        | Paul        | Coen                                                               | Giel                                                              | Coen                                                              | Jacqueline Govaert en Laura Jansen | € 4.328.242              |                    |
| 6         | ma 23 dec | Paul                       | Giel        | Paul        | Coen                                                               | Giel                                                              | Paul                                                              | André Kuipers                      | € 6.232.307              |                    |
| 7         | di 24 dec | Coen                       | Giel        | Paul        | Coen                                                               | 16.00–21.30 Giel, Coen en Paul                                    | —                                                                 | —                                  | € 8.629.802 (rond 17.55) |                    |
| Eindstand | Eindstand | Eindstand                  | Eindstand   | Eindstand   | Eindstand                                                          | Eindstand                                                         | Eindstand                                                         | Eindstand                          | Eindstand                | € 12.302.747       |

## Overige acties

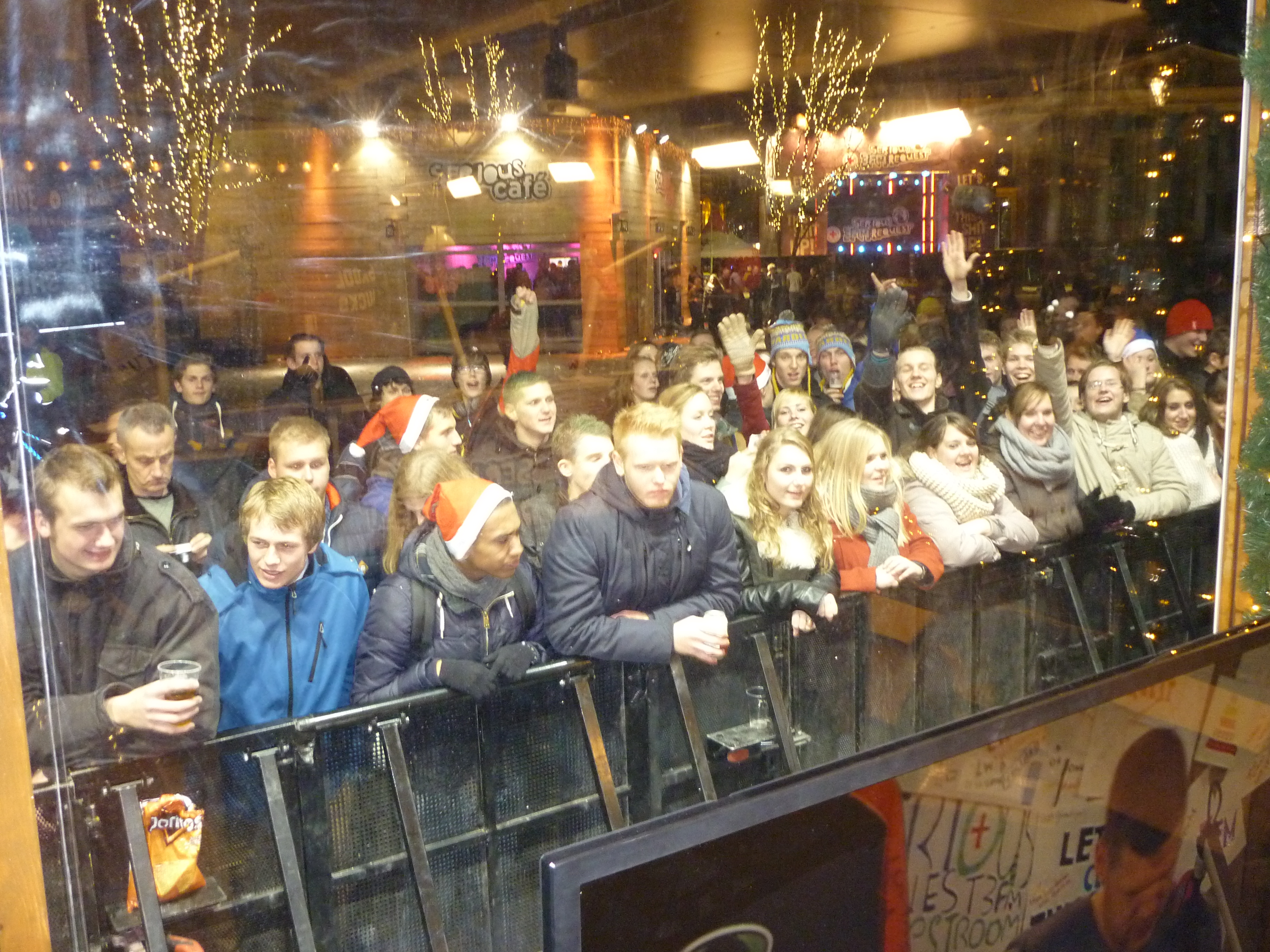
Publiek rondom het Glazen Huis, 20 december 2013 om 02:30

Naast kleine acties worden er ook altijd enkele door bedrijven gesponsorde acties gehouden.

### Elfprovinciëntocht
In de elf dagen voor Serious Request 2013 begon, reisde 3FM door het land in de vorm van een 'Elfprovinciëntocht'. Elke dag stond er een andere provincie centraal, die werd bezocht door een diskjockey samen met een zogenaamd rayonhoofd.
| Datum       | Provincie     | Rayonhoofd                                     | Dj                             |
| ----------- | ------------- | ---------------------------------------------- | ------------------------------ |
| 7 december  | Utrecht       | Henk Westbroek                                 | Giel Beelen & Coen Swijnenberg |
| 8 december  | Drenthe       | Mooi Wark                                      | Paul Rabbering                 |
| 9 december  | Zeeland       | Racoon                                         | Timur Perlin                   |
| 10 december | Overijssel    | Erik Hulzebosch                                | Barend van Deelen              |
| 11 december | Limburg       | Rowwen Hèze                                    | Rámon Verkoeijen               |
| 12 december | Zuid-Holland  | Dennis Weening                                 | Annemieke Schollaardt          |
| 13 december | Groningen     | Kraantje Pappie                                | Wijnand Speelman               |
| 14 december | Flevoland     | Martin Gaus                                    | Gerard Ekdom                   |
| 15 december | Noord-Holland | Giovanca                                       | Roosmarijn Reijmer             |
| 16 december | Gelderland    | Jovink & De Voederbietels en Jochem van Gelder | Sander Hoogendoorn             |
| 17 december | Noord-Brabant | Guus Meeuwis                                   | Klaas van Kruistum             |

## Andere dj's
Tijdens deze editie van Serious Request waren de overige dj's ook actief bezig rondom het Glazen Huis. Zo worden er acties gehouden voor het goede doel en wekten er dj's aan televisie-updates.

### Acties voor het goede doel
| Dj's                                  | Actie                                                          | Opbrengst   |
| ------------------------------------- | -------------------------------------------------------------- | ----------- |
| Barend van Deelen en Wijnand Speelman | Kunst veilen                                                   | n.b.        |
| Barend van Deelen en Wijnand Speelman | Langs bij wc's die donaties verzamelden via het schoteltje     | n.b.        |
| Gerard Ekdom                          | Ekdoms Eetcafé                                                 | € 86.283,00 |
| Gerard Ekdom                          | Play-back act 'Living Doll'                                    | € 37.000,00 |
| Herman Hofman                         | Meedoen aan De Noordkaap Challenge samen met Victoria Koblenko | € 7.500,00  |
| Sander Lantinga en Rámon Verkoeijen   | Voetballen in benefietwedstrijd                                | € 6.731,35  |
| Coen Swijnenberg en Sander Lantinga   | Liedje maken met 'internethelden'                              | € 69,30     |
| Bart Arens                            | Trappen lopen van call-center                                  | € 1.500,00  |

### Verslaggeving
| Dj's                                                        | Actie                                        |
| ----------------------------------------------------------- | -------------------------------------------- |
| Eric Corton                                                 | Reportages vanuit Burundi                    |
| Bart Arens                                                  | Updates vanuit het callcenter                |
| Miranda van Holland en Tomas Delsing                        | Langs bij benefietavonden                    |
| Sander Hoogendoorn en Domien Verschuuren                    | Langs bij de huiskamerconcerten              |
| Klaas van Kruistum                                          | Met een bus langs acties in het land         |
| Sander Lantinga en Rámon Verkoeijen                         | Verslaggeving acties in Nederland            |
| Timur Perlin                                                | Friesland doorreizen voor bijzondere acties  |
| Roosmarijn Reijmer, Annemieke Schollaardt, Michiel Veenstra | Televisie-updates                            |
| Lieke Veld, Jim Vorwald, Herman Hofman                      | Updates vanuit Hilversum                     |
| Domien Verschuuren en Sander Hoogendoorn                    | Verslaggever op plein Leeuwarden op de radio |

### Team 3FM - RTL Sterrenteam
| | |               | |  |
| Zaterdag 21 december 2013, 21.45 uur Rat Verlegh Stadion, Breda Scheidsrechter: Martens Assistent scheidsrechter: Van Rijnsbergen Assistent scheidsrechter: Huijben Coach 3FM: Robert Maaskant Coach RTL Sterrenteam: Henk Bres Benefietwedstrijd voor 3FM Serious Request 2013 | 3FM 8' Cas Hieltjes 27' Steffen Schra 30' Sander Lantinga | 3 – 4 (1 – 2) | RTL Sterrenteam 5' John Williams 8' Regi Blinker 17' Jody Bernal 23' Andy Slory |  |
| Zaterdag 21 december 2013, 21.45 uur Rat Verlegh Stadion, Breda Scheidsrechter: Martens Assistent scheidsrechter: Van Rijnsbergen Assistent scheidsrechter: Huijben Coach 3FM: Robert Maaskant Coach RTL Sterrenteam: Henk Bres Benefietwedstrijd voor 3FM Serious Request 2013 | Selectie 3FM: Sander Lantinga Rámon Verkoeijen Cas Hieltjes Andy van der Meyde Frank van der Lende Kraantje Pappie Carmen Manduapessy Henk Vos André Ooijer John de Jong Jelmer van der Meer Desiree van Lunteren Eshly Bakker Sascha Visser Enzo Leeuwerke (winnaar veiling) Steffen Schra (via Enzo) |               | Selectie RTL Sterrenteam: John Williams Oscar Moens Brian Kubatz Charly Luske Baas B Pieter Collen Jody Bernal Michael Mols Jaap Reesema Maarten Atmodikoro Regi Blinker Andy Slory Oswald Snip Tim Akkerman |  |
| Bijzonderheden: wedstrijd duurde 2x 15 minuten. | |               | |  |

## Finale Serious Request 2013
Er vond net zoals tijdens voorgaande edities op de laatste dag een finale plaats. Op het grote podium werd de eindstand bekendgemaakt en er vonden verschillende optredens plaats gedurende de middag.